# Igrapiúna
Igrapiúna är en kommun i Brasilien.   Den ligger i delstaten Bahia, i den östra delen av landet, 1 000 km öster om huvudstaden Brasília. Antalet invånare är 13 347.
I omgivningarna runt Igrapiúna växer i huvudsak städsegrön lövskog. Runt Igrapiúna är det ganska tätbefolkat, med 52 invånare per kvadratkilometer.